# Уфимский научно-исследовательский институт глазных болезней
Уфимский НИИ глазных болезней (полное наименование — ГБУ «Уфимский научно-исследовательский институт глазных болезней Академии наук Республики Башкортостан») (баш. Өфө күҙ ауырыуҙары ғилми-тикшеренеү институты — «Башҡортостан Республикаһы Фәндәр академияһының Өфө күҙ ауырыуҙары ғилми-тикшеренеү институты» дәүләт бюджет учреждениеһы) — ведущее научно-исследовательское учреждение республики, занимающееся разработкой собственных хирургических технологий и методов лечения, совершенствованием и внедрением лучших мировых технологий в области офтальмохирургии в практическое здравоохранение.

## История
Прародителем института стала Уфимская глазная лечебница, организованная Уфимским отделением Попечительства Императрицы Марии Федоровны о слепых в 1900-х гг. К моменту открытия лечебница располагала 4 койками. Лечебница оказывала помощь бесплатно, за лекарства и пособия больным предлагали вносить посильные пожертвования в кружки, выставленные в помещении больницы. Лечебница располагалась по улице Уфимская (ныне улица Чернышевского), дом 91.
К 1925 году количество коек возросло до 100. В этот год институт переехал в ныне занимаемое здание по улице Пушкина, 90.
22 июня 1926 г. на заседании Коллегии Наркомздрава Башкирской АССР утверждался производственный план на 1926/27 год. Отдельным пунктом в данном заседании стало включение в Постановление пункта об открытии Трахоматозного института в г. Уфе. Далее архивные документы сообщают, что «на основании распоряжения Совнаркома СССР от 15.11.1926 г. Уфимская глазная лечебница была реорганизована в Башкирский научно-исследовательский трахоматозный институт».
Первым научным руководителем и организатором института стал ведущий учёный-офтальмолог, профессор 1-го Московского медицинского института Виктор Петрович Одинцов — уроженец г. Уфы, впоследствии ставший руководителем глазной клиники 1-го Московского медицинского института вплоть до 1938 года. Большая заслуга в организации института также принадлежит Наркому здравоохранения Башкирской АССР Г. Г. Куватову, усилиями которого институт был оснащен офтальмологическим оборудованием и медицинским инструментарием, закупленным в Германии.
В 1985 году были введены в эксплуатацию новые корпуса УНИИ ГБ в уфимском микрорайоне «Зелёная роща» с консультативно-поликлиническим отделением на 50 тысяч посещений в год и стационаром на 180 коек.
Большая роль в привлечении талантливых исследователей и создании трудоспособного коллектива института принадлежит руководителям, которые возглавляли институт в различное время:
1926—1933 гг. — Одинцов Виктор Петрович, первый директор и научный руководитель, ведущий учёный офтальмолог, профессор.
1934—1944 гг. — Спасский Владимир Иосифович, доктор медицинских наук, профессор.
1945—1954 гг. — Кудояров Габдулла Хабирович, Заслуженный деятель науки РСФСР и БАССР, Заслуженный врач РСФСР и БАССР, доктор медицинских наук, профессор.
1955—1958 гг. — Танатарова Магрифа Салиховна, врач высшей категории.
1959—1965 гг. — Халитова Саида Хайрулловна, кандидат медицинских наук.
1965—1980 гг. — Кальметьева Масгуда Арслановна, Заслуженный врач РСФСР, кандидат медицинских наук.
1980—2005 гг. — Азнабаев Марат Талгатович, Заслуженный деятель науки РФ и РБ, Заслуженный врач РФ и РБ, академик АН РБ, доктор мединских наук, профессор.
с 2006 года — Бикбов Мухаррам Мухтарамович, Заслуженный врач РБ, доктор медицинских наук, профессор

## Современность
Современный этап работы института характеризуется развитием инновационных технологий и коммерциализацией интеллектуальной собственности его учёных.
Результаты научных исследований сотрудников института по разным проблемам офтальмологии за последние 5 лет отражены в 800 публикациях, в том числе 8 монографиях, 86 работах в центральной и 45 — в зарубежной печати. Научные разработки защищены 70 патентами РФ на новые технологии, многие из которых внедрены в офтальмологических клиниках республики и ряда регионов России. Институт является одним из центров по подготовке научных и практических кадров для офтальмологической службы России и для СНГ, а также ряда зарубежных развивающихся стран. В структуре института функционируют научно-исследовательский и научно-производственный отделы.
Научно-производственный отдел включает лаборатории по производству изделий медицинского назначения и интраокулярных и контактных линз, отделение международных связей и маркетинга.
С 2007 г. институт планирует и выполняет инновационные проекты, разрабатывая аппараты, лекарственные средства, технологии хирургии заболеваний глаз. Организована инфраструктурная среда для эффективной реализации инновационных проектов, рассчитанная на долгосрочные перспективы. Этому предшествовали поиск, отбор и вовлечение в работу способных специалистов, умеющих создавать новое и реализовать его.
В подборе кадров незаменимую помощь оказывает учебно-образовательное отделение.
Уфимский НИИ глазных болезней по праву называется главным офтальмологическим центром региона. Сотрудники института оказывают консультативную помощь не только жителям Республики Башкортостан, но и Российской Федерации — ежегодно более 76 тыс. человек, в том числе 16 тыс. детей. Только за последние 5 лет было проконсультировано свыше 450 тыс. пациентов, более чем в 3 раза увеличилось количество проводимых в год операций (в 2011 г. проведено более 28 тысяч операций, в том числе около 2 тыс. — детям), а по таким социально значимым заболеваниям как катаракта — в 11 раз, заболевания сетчатки — в 6 раз. Открыто отделение стационар-замещающих технологий.
Фундаментальные исследования и внедрение современных хирургических технологий, интенсификация труда позволили при неизменном числе специалистов увеличить количество операций, число которых за 2006—2011 гг. превысило 135 тыс.

## Структура института
В структуре института функционируют научно-исследовательский и научно-производственный отделы.
В составе научно-исследовательского отдела 4 научных отделения:
1. хирургии роговицы и хрусталика;
2. восстановительной хирургии глаз у детей;
3. витреоретинальной и лазерной хирургии;
4. инфекционных заболеваний глаз.

Научно-производственный отдел включает лаборатории по производству изделий медицинского назначения и интраокулярных и контактных линз, отделение международных связей и маркетинга.
Основные направления работы:
- патогенез, принципы лечения дегенеративных и воспалительных заболеваний роговицы;
- патогенез, диагностика врождённой патологии глаз у детей;
- патогенетические механизмы, лечение витреоретинальной пролиферации при диабетической ретинопатии и возрастной макулярной дегенерации;
- патогенез, диагностика, профилактика и современные методы лечения воспалительных заболеваний глаз;
- кераторефракционные и эндоокулярные методы коррекции аметропий высокой степени;
- разработка и производство изделий медицинского назначения в рамках инновационных проектов.

В настоящее время Уфимский НИИ глазных болезней располагает мощной клинической базой, оснащенной современными операционными, прекрасным диагностическим оборудованием.
Институт имеет в своем составе:
- 5 отделений стационара на 290 коек (в том числе детское — на 50 коек),
- отделение стационар-замещающих технологий,
- взрослое и детское консультативно-поликлинические отделения,
- межобластной лазерный центр,
- отделения анестезиологии и реанимации,
- функциональной диагностики,
- приёмное отделение с обеспечением круглосуточной неотложной травматологической помощи.

## Научные разработки
Приоритетными направлениями научно-исследовательской деятельности являются: рефракционная и реконструктивно-восстановительная хирургия, хирургия глаукомы, витреоретинальная, лазерная хирургия, лечение воспалительных заболеваний глаз.
Изобретения учёных института в области офтальмохирургии дали в совокупности совершенную, законченную технологию по лечению и реабилитации пациентов с дегенеративными заболеваниями роговицы. В зависимости от стадии заболевания проводится кросслинкинг роговицы с помощью УФО-облучения с рибофлавином, имплантация интрастромальных роговичных сегментов и колец.
Разработанная в институте технология эпикератопластики при кератоконусе, по версии авторитетного журнала «Ophthalmology times», в 2007 г. вошла в десять наиболее значимых достижений мировой офтальмологии. Созданная уникальная технология по изготовлению донорского роговичного материала для выполнения автоматизированной эндотелиальной кератопластики позволяет получить высокие функциональные результаты при лечении больных с буллезной кератопатией.
Впервые в стране доказана эффективность микрохирургического вмешательства при врождённых катарактах у детей с первых дней жизни, возможность применения мягких контактных линз на 6-7-й день после операции.
Получено 75 авторских свидетельств и патентов РФ.